# Oreochromis hunteri
Oreochromis hunteri es una especie de peces de la familia Cichlidae en el orden de los Perciformes.

## Morfología
Los machos pueden llegar alcanzar los 30 cm de longitud total.

## Distribución geográfica
Se encuentran en África: es una especie de peces endémica del lago Chala.